# Бураково (Татарстан)
Бураково — село в Спасском районе Татарстана. Центр администрации Бураковского сельского поселения.
Расположено на реке Актай в 43 км к северо-востоку от Болгара. Примыкает к деревне Кожаевка (на западе). Рядом с селом проходит местная автодорога, связывающая Болгар с автодорогой Р239 (Казань — Оренбург).

## Известные уроженцы и жители
- Захаров, Андрей Семёнович — советский государственный деятель.
- Пигалев, Дмитрий Матвеевич — председатель Сталинградского горисполкома (глава города в современной терминологии) 1938—1948 годы. Начальник гражданской обороны Сталинграда в дни Сталинградской битвы.